# Confield
Confield — шестой студийный альбом электронного дуэта Autechre, вышедший в 2001 году.

## Об альбоме

### Особенности звучания
На Confield Autechre в значительной степени отказались от аналогового звучания, преобладавшего на их ранних работах Incunabula и Amber, заменив его экспериментальным, хаотичным звучанием, которое они развивали с LP5, EP7 и Peel Session. В основе Confield лежит использование компьютерных программ (MAX/MSP) для формирования основы композиции, вместо использования самостоятельных синтезаторов и других инструментов.
Один из наиболее противоречивых аспектов этого альбома, как и в EP7, это использование генерированных музыкальных последовательностей для некоторых композиций. Шон Бут противопоставлял этому то, что, хотя удары, созданные последовательностями могут показаться совершенно случайными для некоторых людей, но он и Браун вели жёсткий контроль за поведением этих ударов, и что эта концепция не отличается от импровизации, например, в джазе. Хотя основы большинства композиций были созданы с помощью компьютера, аналоговые синтезаторы и драм-машины фактически были использованы во многих треках.
Шон Бут сказал по поводу альбома: «Большая часть Confield получилась из экспериментов с Max, которые не могли быть использованы в клубной среде».

### Рецензия
Pitchfork Media оценили альбом на 8,8 балла из 10, что является их самой высокой оценкой среди всех альбомов Autechre. В то же время Allmusic оценила альбом на 3/5, заявляя что «его можно уважать, но им нельзя наслаждаться». Несмотря на спорные отзывы, средняя оценка на сайте Metacritic, основанная на десяти обзорах, составляла 82/100, что является самой высокой средней оценкой для любого альбома Autechre на сайте.

## Список композиций
| №                   | Название             | Длительность |
| ------------------- | -------------------- | ------------ |
| 1.                  | «VI Scose Poise»     | 6:57         |
| 2.                  | «Cfern»              | 6:41         |
| 3.                  | «Pen Expers»         | 7:08         |
| 4.                  | «Sim Gishel»         | 7:14         |
| 5.                  | «Parhelic Triangle»  | 6:03         |
| 6.                  | «Bine»               | 4:41         |
| 7.                  | «Eidetic Casein»     | 6:12         |
| 8.                  | «Uviol»              | 8:35         |
| 9.                  | «Lentic Catachresis» | 8:29         |
| Общая длительность: | Общая длительность:  | 62:03        |

В японской версии альбома присутствует бонус-трек Mcr Quarter, записанный на живом выступлении Autechre в Великобритании в 1999 году. Обложкой альбома выбран скриншот из короткого клипа, сделанного Шоном и Брауном.